# Невідома Україна. Нариси нашої історії
Невідома Україна. Нариси нашої історії — цикл документальних фільмів, присвячених історії України, що входить до загального кіноциклу «Невідома Україна».
Кіноцикл складається із 108 15-хвилинних фільмів, створених Національною кінематикою України (спадкоємницею кіностудії «Київнаукфільм») у 1993 році. Над серіалом працювали 68 режисерів і 50 операторів. У озвучуванні брали участь українські актори, диктори радіо й телебачення, зокрема Віталій Розстальний, Богдан Ступка, Наталя Сумська та інші. Трансляція серіалу на телебаченні почалася на каналі ICTV лише 5 жовтня 1996 року і тривала до середини 1997 року. Щоразу перед показом двох серій брали коментар у фахівців по тематиці фільмів. Згодом кіноцикл транслювали на «Новому каналі».
Під час зйомок кіноциклу використовували матеріали з архівів, з фондів наукових бібліотек, приватних колекцій, музеїв.

## Опис серій
| Номер фільму | Назва                                         | Автор сценарію                                             | Режисер                           | Оператор                                          | Опис фільму | Примітки |
| ------------ | --------------------------------------------- | ---------------------------------------------------------- | --------------------------------- | ------------------------------------------------- | --- | --- |
| 1            | Історія… Навіщо вона нам?                     | Михайло Донець, Анатолій Черченко                          | Михайло Донець                    | Євген Ципльонков                                  | Втрата пам'яті для людини трагедія. А для народу?… Чим виміряти трагедію українського народу, у якого відібрали історичну пам'ять і який фактично не мав своєї писаної історії? | |
| 2            | Як пізнавати історію?                         | Ростислав Плахов-Модестов                                  | Ростислав Плахов-Модестов         | Валерій Гончар, Ігор Недужко                      | Джерела пізнання стародавньої історії України: писемні свідчення, археологічні знахідки, етнографічні дослідження. В образній поетичній формі розповідається про міфи і вірування скіфів, їхнє світосприйняття. | |
| 3            | Споконвіку було слово                         | Максим Бернадський, Юрій Макаров                           | Максим Бернадський, Юрій Макаров  | Ігор Недужко                                      | Розповідь доктор філології Костянтина Тищенка про етногенез слов'ян на основі дослідження їх словникового фонду, зокрема топонімів. | |
| 4            | Звідки взялися українці?                      | Віталій Бабій                                              | Віталій Бабій                     | Віктор Соболєв                                    | Історія виникнення української нації. Скіфи-орачі, словени Прикарпаття і анти Подніпров'я. | |
| 5, 10        | Перші мешканці краю                           | Анатолій Черченко                                          | Михайло Донець                    | Євген Ципльонков                                  | Роздуми відомих вчених француза Тейєра де Шардена і росіянина Володимира Івановича Вернадського про походження людини та її місце на землі. Використано експонати стоянок первісної людини, що знайдені на території України. | |
| 6            | Трипільське диво                              | Андрій Данильченко, Максим Бернадський, Юрій Макаров       | Максим Бернадський, Юрій Макаров  | Марат Родовський                                  | Перша доісторична цивілізація на українській землі. Розвиток і занепад Трипільської культури. Духовний світ трипільців, їхні поселення, вжиткові речі, побутова кераміка, зброя. | |
| 7            | Ті, що приборкали коня                        | Максим Бернадський, Юрій Макаров                           | Максим Бернадський, Юрій Макаровс | Ігор Недужко                                      | Походження індоєвропейських народів у 4 тисячолітті до Різдва Христового. Кочівники, що приборкали коня. | |
| 8            | Переможці непереможених                       | Ростислав Плахов-Модестов                                  | Ростислав Плахов-Модестов         | Валерій Гончар, Микола Шевчук, Сергій Голіков     | Невдалий похід до Північного Причорномор'я проти скіфів перського царя Дарія. Поетична розповідь про невловимих скіфів. | |
| 9            | Зустріч світів                                | Ростислав Плахов-Модестов                                  | Ростислав Плахов-Модестов         | Євген Цесенштейн                                  | Колонізація греками Північного Причорномор'я. Поселення Березань, Ольвія, Тир, Пантикапей, Херсонес, Фанагорія. Витіснення кімерійців з Причорномор'я скіфами-кочівниками. Заснування держави Велика Скіфія. | |
| 11           | Сармати і Сарматія                            | Богдан Дяценко                                             | Віталій Бабій                     | Віктор Соболєв                                    | Виникнення сарматських племен в євразійських степах на межі III—II століть до Різдва Христового. Розкопки кургану з похованням сарматського царя біля села Пороги на Миколаївщині. | |
| 12           | Тут переходили народи                         | Ростислав Плахов-Модестов                                  | Ростислав Плахов-Модестов         | Євген Цесенштейн, Сергій Голіков                  | Підкорення королем готів Германаріхом войовничих племен. Виникнення нової могутньої держави на місці Великої Скіфії у Північному Причорномор'ї. Цар Аттила. Прихід слов'ян.\|\| | |
| 13           | Доба великого слов'янського розселення        | Лариса Федорова, Віктор Гненний                            | Віктор Гненний                    | Анатолій Гавриленко                               | Історія та життя слов'янських народів на території України у IV—IX століттях. Анімаційні схеми розселення, макети житла, археологічні знахідки, вжиткові речі. | |
| 14           | Змійові вали                                  | Лариса Федорова, Світлана Супрунюк                         | Світлана Супрунюк                 | Борис Гейфман                                     | Поетичні легенди про виникнення Києва і «змійових валів», старовинних захисних споруд. | |
| 15           | Як народжувалась наша держава                 | Лариса Федорова, Лев Удовенко                              | Лев Удовенко                      | Олег Максимовський                                | Становлення Київської Русі за часів князювання Олега, Ігоря, Ольги, Святослава. Використано літописи, старослов'янські мініатюри, малюнки, мапи. | |
| 16           | Чому погас вогонь Перуна                      | Лариса Федорова, Лев Удовенко                              | Лев Удовенко                      | Олег Максимовський                                | Християнство Київської Русі. Хрещення киян князем Володимиром Великим. | |
| 17           | Коли розквітла Київська держава               | Лариса Федорова, Лев Удовенко                              | Лев Удовенко                      | Олег Максимовський                                | Розквіт Київської Русі за часів князювання Ярослава Мудрого. Показ на мультиплікаційних мапах Київської держави XI століття і походів князів на Царгород. | |
| 18           | Наодинці з Диким полем                        | Лариса Федорова, Олександр Лізунов                         | Олександр Лізунов                 | Володимир Кірсанов                                | Взаємовідношення князів Київської Русі з кочівниками. Боротьба русичів з печенігами та половцями. Похід Новгород-Сіверського князя Олега. | |
| 19           | Часи усобиць                                  | Лариса Федорова, Олександр Лізунов                         | Олександр Лізунов                 | Володимир Кірсанов                                | Київська Русь у XI столітті. Князівські міжусобиці. Боротьба за престол. Вбивство Бориса та Гліба. | |
| 20           | Спроба Мономаха                               | Лариса Федорова, Олександр Лізунов                         | Олександр Лізунов                 | Володимир Кірсанов                                | Правління Володимира Мономаха і його сина Мстислава. Прийняття у 1113 році «Уставу» — першого зведення законів землевласників. Зміцнення політичних зв'язків між землями Русі, припинення міжусобиць. | |
| 21           | Шляхи розходяться                             | Лариса Федорова, Віктор Гненний                            | Віктор Гненний                    | Анатолій Гавриленко                               | Князівська роздрібненість у XII—XIII століттях. Перерозподіл земель. Боротьба за київський престол. Найбільш відомі особистості: Ізяслав Михайлович, Юрій Долгорукий, Андрій Боголюбський. | |
| 22           | Галицько-Волинське князівство                 | Лариса Федорова, Віктор Гненний                            | Віктор Гненний                    | Анатолій Гавриленко                               | Міста Галич і Волинь на Подністров'ї. Князі Володимирко, Осьмомисл, Роман Мстиславович та його сини Василь і Данило. Сутички з татаро-монголами. Боротьба за об'єднання руських земель. | |
| 23           | Про загибель Руської землі                    | Лариса Федорова, Віктор Гненний                            | Віктор Гненний                    | Анатолій Гавриленко                               | Завоювання Києва Батиєм. Звернення Данила Галицького до Папи Римського з проханням підняти Європу у Хрестовий похід проти татарської навали. Поразка Київської держави. | |
| 24           | Київський період в історії України            | Лариса Федорова, Віктор Гненний                            | Віктор Гненний                    | Анатолій Гавриленко                               | В основі фільму — легенда про відвідування київських гір апостолом Андрієм Первозванним, встановлення Хреста, що символізує прийдешнє торжество нової ери, та про пророцтво блискучого розквіту Києва у майбутньому. | |
| 25           | Русь з Литвою                                 | Євген Шафранський, Ніна Богдан                             | Ніна Богдан                       | Олександр Тесля                                   | Початок Литовської доби. Боротьба між Литвою та Польщею за галицько-волинські землі у XIV столітті. | |
| 26           | Воєводство Руське                             | Яків Сирбу                                                 | Яків Сирбу                        | Володимир Пелешко                                 | XIV століття. Насильне приєднання Галичини до Польщі, введення католицизму. Протиборство Литви і Польщі за галицький спадок. | |
| 27           | Литовська і Московська Русь                   | Олена Риндя                                                | Олена Риндя                       | Марк Іосилевич                                    | Політична конкуренція в справі об'єднання земель Київської Русі в середині XIV століття. Литовський князь Ольгерд і московський Дмитро Донський піднімають русичів проти орди. | |
| 28           | Крах Тевтонського ордену                      | Олександр Фролов                                           | Олександр Фролов                  | Олександр Фролов                                  | Боротьба Великого князівства Литовсько-Русько-Жемантійського з хрестоносцями. Перемога над тевтонцями під Грюнвальдом у 1410 році. | |
| 29           | Між уламками Золотої Орди                     | Євген Шафранський                                          | Юрій Репік                        | Олег Зорін                                        | XIV—XV століття. Захист Великого Литовсько-Руського князівства від Золотої Орди. Зруйнування Києва Манглі Гіреєм у 1482 році. | |
| 30           | В Унії та без неї                             | Ігор Пономарьов                                            | Олександр Фролов                  | Олександр Фролов                                  | Кревська Унія 1385 року. Зверхність Польської корони. Введення католицизму в Литві. Поразка Свидригайла, занепад Великого князівства Руського. Українські землі визнають владу литовського князя Сигізмунда. Казимир Ягелончик. Збереження автономії, віри, самобутньої культури українців Руського князівства. | |
| 31           | Доля                                          | Ігор Негреску                                              | Ігор Негреску                     | Олександр Євсєєв                                  | В ігровій манері умовний діалог між драматургом і літописцем про боротьбу Київського князівства за незалежність у XIV—XV століттях і перетворення його у воєводство Польське (1362—1471 рр.). | У фільмі знімалися Оксана Маляренко і Валентин Шестопалов. |
| 32           | Увертюра                                      | Ігор Негреску                                              | Ігор Негреску                     | Олександр Євсєєв                                  | Ігровий сюжет: репетиція симфонічного оркестру увертюри до опери Лисенка «Тарас Бульба». Під час вимушеної перерви виникає розмова про походження козацтва. Чому воно виникло і хто був першим козаком? | У фільмі знімалися: Володимир Харченко, Максим Кондратюк, Володимир Маляренко, Оксана Маляренко, Микола Богданов, Наталія Синенько, Володимир Фейцаренко, Роман Філіпов, а також оркестр «Україна». |
| 33           | Іспит                                         | Ігор Негреску                                              | Ігор Негреску                     | Олександр Євсєєв                                  | Ігровий сюжет: під час іспиту студент розповідає професору про розвиток ремесел і торгівлі, про запровадження у 1356 році Магдебургського права. | У фільмі знімалися Валентин Шестопалов і Микола Третяк. |
| 34           | Життя за Литовським статутом                  | Євген Шафранський                                          | Вадим Бандурко                    | Володимир Пелешко                                 | Унікальний правовий документ Литовсько-Руської держави. Досліджується лінія генезису в правових документах від Римського права, Руської правди до Литовського Статуту і далі. | |
| 35           | Зустріч з Портою                              | Ігор Пономарьов                                            | Яків Сирбу                        | Володимир Пелешко                                 | Початок XI століття. Прихід з Середньої Азії тюрків-огузів. Принцип формування війська турками-сельджуками і їхніми послідовниками турками-османами і найманцями мамлюками. Національно-визвольний рух болгар, албанців, молдаван, українців на чолі з своїми героями Штефаном Великим, Скандербергом, Сірком, Байдою-Вишневецьким. | |
| 36           | Захищали, скільки могли                       | Ігор Пономарьов                                            | Олександр Фролов                  | Олександр Фролов                                  | Люблінська Унія 1569 року. Об'єднання Польської і Литовсько- Руської держав під владою короля Сигізмунда Августа. | |
| 37           | Острозька естафета                            | Людмила Клюєва                                             | Людмила Клюєва                    | Микола Каратюк, Олег Максимовський                | Полонізація України після Люблінської Унії 1569 року. Культурні осередки в Острозі та Львові за часів князювання Костянтина Острозького. Роль Острозької академії і Львівського братства у поширенні національної культури в Україні. | |
| 38           | Велика спокуса                                | Едуард Блідний                                             | Едуард Блідний                    | Леонід Полторак                                   | Спроби князів Романа і Данила об'єднати католицьку і православну церкви. Флорентійський собор 1439 року. Виникнення ордену єзуїтів. Зближення Гедеона Балабана з католиками. 1595 р. — Іпатій Потій і Кирило Терлецький прохають Рим про Унію. Дозвіл Папи Клементія III на збереження уніатами православних обрядів. Берестейський собор 1596 року. Князь Острозький засуджує Унію. Іван Вишенський таврує католиків. Козацтво захищає православну віру.                                                     | |
| 39           | Реєстрові городові, низові                    | Богдан Дяценко                                             | Семен Новофастівський             | Олег Модзелевський                                | Утворення козацтва і його роль в історії України. Поділ козаків на реєстрових, городових, низових. | |
| 40           | На чатах                                      | Віталій Філіппов                                           | Віталій Філіппов                  | Олег Модзелевський                                | Український герой Іван Підкова. Морські походи козаків під проводом Петра Конашевича-Сагайдачного проти Туреччини. Бій під Хотином у 1621 році і укладення миру. | |
| 41           | Батьки вольності                              | Олексій Зотиков, Анатолій Геращенко, Семен Новофастівський | Семен Новофастівський             | Леонід Полторак                                   | 1590 рік. Рішення Сейму Речі Посполитої про роздачу шляхті «пустель» — земель східніше Білої Церкви. Кривава хвиля повстань на чолі з Криштофом Косинським і Северином Наливайком. | |
| 42           | На лезі між Варшавою та Москвою               | Анатолій Шевчук                                            | Анатолій Шевчук                   | Альберт Виноградов                                | Друга половина XVI — початок XVII століття. Обмеження вільності козаків королем Польщі Стефаном Баторієм. Похід на Москву, штурм Псковської фортеці. Козаки по різні сторони політичних сил. | |
| 43           | Київські Гелікони                             | Людмила Клюєва                                             | Людмила Клюєва                    | Микола Каратюк                                    | Розвиток культурного центру в Києві кінця XVI — початку XVII століття. Створення об'єднання вчених на чолі з Єлисеєм Плетенецьким при Києво-Печерській Лаврі та друкарні. Заснування Петром Могилою Лаврської школи і Києво-Могилянської академії. Підтримка Київського братства Петром Сагайдачним і Військом Запорізьким. Розповсюдження освіти в Україні. | |
| 44           | Шлях до Тарасової ночі                        | Олексій Зотиков, Тетяна Матусевич                          | Тетяна Матусевич                  | Валентин Саченко                                  | Козацько-селянські повстання проти Речі Посполитої у жовтні 1625 року під проводом Марка Жмайла. Бій під Куруковим. Збільшення реєстрового козацтва. Посилення полонізації. Заклик запорізького гетьмана Тараса Трясила до зброї. Бій під Корсунем. «Тарасова ніч» — перемога повстанців під Переяславом. | |
| 45           | Передгроззя                                   | Олексій Зотиков, Тетяна Матусевич                          | Тетяна Матусевич                  | Валентин Саченко                                  | Козацько-селянські повстання 30-х років XVII століття. Зруйнування фортеці Кодак Іваном Сулимою. Повстання 1637 року на Подніпров'ї на чолі з Павлом Бутом. Поразка козаків під Кумейками. Взяття повстанцями Лубнів. Позбавлення Польським Сеймом козаків права вибирати старшин, скасування козацького судочинства. Повстання Якова Острянина, битва під Голтвою, відхід на Слобожанщину. Репресії шляхти.                                                                                                  | |
| 46           | Міста забирають сили                          | Анатолій Шевчук                                            | Анатолій Шевчук                   | Альберт Виноградов                                | Зростання міст на території України на початку XVII століття, розвиток ремесел і торгівлі. Розквіт української культури попри утисків польських магнатів Вишневецьких, Конецпольських, Острозьких. | |
| 47           | За волю                                       | Світлана Супрунюк                                          | Світлана Супрунюк                 | Борис Гейфман                                     | Місце України в європейських подіях середини XVII століття. Роль Богдана Хмельницького — полководця, державного діяча, гетьмана України у національно-визвольній війні, відновлені держави і створенні могутньої армії. | |
| 48           | У пошуках союзника                            | Світлана Супрунюк                                          | Світлана Супрунюк                 | Борис Гейфман                                     | Пошук союзника Богданом Хмельницьким. Договір з турецьким султаном. Складні стосунки з Москвою. Переяславська Рада 1654 року — військовий союз двох незалежних держав. Юридична незалежність України від Речі Посполитої. | |
| 49           | Останній злет                                 | Віталій Шевченко, Леонід Анічкін                           | Леонід Анічкін                    | Анатолій Солопай                                  | Події після підписання угоди в Переяславі. Бої на Брацлавщині, Дрижипіллі за українські землі. Спустошення Київщини татарами. Зрада Москви. Угода Польського Сейму з Московським царем. Смерть Богдана Хмельницького. | |
| 50           | Велика Руїна                                  | Костянтин Крайній                                          | Костянтин Крайній                 | Вадим Крайник                                     | Гетьманські міжусобиці. Підписання Іванов Виговським «Гадяцького контракту» з Польщею. Відокремлення Правобережної України від Лівобережної. Намагання Петра Дорошенка об'єднати Україну. Українська православна церква під зверхністю Московського патріархату. | |
| 51           | Між двома прірвами                            | Костянтин Крайній                                          | Костянтин Крайній                 | Вадим Крайник                                     | Гетьман Іван Мазепа. Дитинство, служба у польського короля, московського царя, прихід до влади, спроба звільнити Україну. | |
| 52           | Анатема                                       | Віталій Шевченко, Леонід Анічкін                           | Леонід Анічкін                    | Анатолій Солопай                                  | Фільм-монолог про долю гетьмана Івана Мазепи, ім'я якого 200 років піддавалося анафемі за спробу звільнити Україну, за союз із шведами і участь у Полтавській битві на боці Карла XII. Знищення військами Петра I гетьманської столиці Батурин. | В ролі гетьмана Івана Мазепи народний артист України Богдан Ступка. |
| 53           | На уклін до коша                              | Віталій Шевченко, Михайло Юдін                             | Михайло Юдін                      | Олександр Засєєв                                  | Запорізька Січ. Державний устрій козацької республіки, військова Рада. Уряд і державний апарат. Розподіл влади на законодавчу, виконавчу, судову. Господарська, митна і податкова служби. Дипломатичні стосунки з іноземними державами, військове мистецтво. 1775 рік — знищення Запорізької Січі царськими військами. | |
| 54           | Підкупні та підступні                         | Олексій Зотиков                                            | Сергій Васюков                    | Іван Лазаренко                                    | Аналіз архівних справ розкриває шляхи перетворення козацької еліти на вірнопідданих Російської імперії. | |
| 55           | Гайдамаки                                     | Олександр Рябокрис                                         | Олександр Рябокрис                | Леонід Бернацький                                 | Визвольний рух українського народу на чолі з ігуменом Мотронівського монастиря Значко-Яворським, Максимом Залізняком, Іваном Гонтою на Правобережній Україні у XVIII столітті. 1768 рік — «Коліївщина». | |
| 56           | Гаркушина криниця                             | Олексій Зотиков                                            | Сергій Васюков                    | Іван Лазаренко                                    | Семен Гаркуша — останній гайдамака, побратим Івана Гонти. У фільмі знімалася художниця Тамара Колісниченко. Використано фрагменти з творів Квітки-Основ'яненко, Стороженка, Старицького, Лисенка.\|\| | |
| 57           | Біда і слава України                          | Олена Апанович, Михайло Юдін                               | Михайло Юдін                      | Олександр Засєєв                                  | XVIII століття. Використання Російською імперією Запорізьких козаків у трьох російсько-турецьких, так званих «кримських» війнах. Військові операції Івана Білецького, Петра Калнишевського, Опанаса Ковпака, Якова Сідловського, Антона Головатого, Харка Чепіги. Створення козацького чорноморського війська. Бої під Очаковом та Ізмаїлом. | |
| 58           | Пилип Орлик. Пакти Конституції                | Леонід Анічкін                                             | Леонід Анічкін                    | Анатолій Солопай                                  | Конституція гетьмана Пилипа Орлика 1710 року. | |
| 59           | Останнє гніздо вольності                      | Ольга Скрипник                                             | Микола Дзенькевич                 | Олексій Іллічевський                              | Останні роки існування Запорізької Січі. Трагічна доля кошового отамана Петра Калнишевського, якому січовики десять років підряд віддавали булаву наперекір царській забороні. | |
| 60           | Минуло, та не забулося                        | Ольга Скрипник                                             | Микола Дзенькевич                 | Олексій Іллічевський                              | Останні роки Гетьманщини і її гетьман Кирило Розумовський. Розквіт освіти, культури, мистецтва, духовності. Малоросійська колегія на чолі з графом Румянцевим. Знищення Запорізької Січі у 1775 році. Ліквідація усіх козачих полків у 1781 році, знищення адміністративно-територіального і військового устрою Гетьманщини. | |
| 61           | Темна доба                                    | Юрій Бадьянов                                              | Юрій Бадьянов                     | Едуард Губський                                   | «Благодіяння» царського дому Романових, жорстокість Петра I, звірства Меньшикова і німців Бірона. Введення кріпацтва на вільних козацьких землях, примусова двадцятип'ятирічна солдатчина, створення солдатських поселень. Адміністративний поділ на губернії. | |
| 62           | Нові пани, нові холопи                        | Юрій Бадьянов                                              | Юрій Бадьянов                     | Едуард Губський                                   | Втрата українцями національної самобутності на прикладі родини Миколи Васильовича Гоголя. Його предок — Остап Гоголь був брацлавським полковником, а великий письменник, русифікований українець, стає імперським чиновником чотирнадцятого класу. | |
| 63           | Південний форнтир                             | Таїсія Дмитрук                                             | Володимир Хмельницький            | Наталя Компанцева                                 | Знищення Запорізької Січі Катериною II, перетворення козацьких полків на російське регулярне військо. Витіснення запорожців на Кубань, ногайців на схід, кримських греків і вірмен на Азов та Дон, кримських татар до Туреччини. Роздача звільнених степів колоністам. Виникнення нових міст на півдні. | |
| 64           | Світанок відродження над Карпатами            | Людмила Михалевич                                          | Людмила Михалевич                 | Едуард Губський                                   | Перший поділ Польщі 1772 року — Галичина під владою австрійських Габсбургів. Реформи Марії Терезії, Йосипа II в освіті, духовному житті, кроки до скасування кріпацтва. Відкриття у Львові семінарії і університету з окремим факультетом для українців. Заснування українського товариства. Діяльність «Руської трійці»: Маркиян Шашкевич, Іван Вагилевич, Яків Головацький. | |
| 65           | Згадаймо, бартія моя!                         | Марія Пандопуло                                            | Марія Пандопуло                   | Дмитро Сапронов                                   | Відродження України на початку XIX століття. Утвердження української літературної мови і професійного театру. Поява української інтелігенції: Котляревський, Гулак-Артемовський, Квітка-Основ'яненко, Срезнєвський. | Використано фрагмент з вистави «Енеїда» київського театру ім. І. Франка. |
| 66           | Той, хто прорік націю                         | Людмила Борисова                                           | Людмила Борисова                  | Володимир Чупринін                                | Життя і творчість поета і художника Тараса Григоровича Шевченка, його роль у формуванні національної самосвідомості. | |
| 67           | Кирило-Мефодіївці                             | Людмила Борисова                                           | Людмила Борисова                  | Володимир Чупринін                                | Виникнення Кирило-Мефодіївського братства — першої політичної організації в Україні у складі: Тарас Шевченко, Микола Костомаров, Пантелеймон Куліш, Микола Гулаг, Василь Бєлозерський, Олександр Навроцький, Афанасій Маркович. Розгром братства, репресії. | |
| 68           | Малороси                                      | Світлана Жлуктенко                                         | Світлана Жлуктенко                | Євген Цесенштейн                                  | Знищення Запорізької Січі, ліквідація української автономії. Зрівняння прав української шляхти з російським дворянством. Закріпачення українських селян. Вклад українців Завадовського, Трощинського, Кочубея у розвиток Російської імперії. | |
| 69           | За нашу і вашу свободу                        | Михайло Рубінштейн                                         | Лариса Дашенко                    | Володимир Помінов                                 | Втрата Польщею і Україною незалежності спричиняє визвольні рухи. Повстання 1830—1831 рр. | Використано фрагменти з художнього фільму «Тарас Шевченко». |
| 70           | Весна народів у Галичині                      | Людмила Михалевич                                          | Людмила Михалевич                 | Едуард Губський                                   | Революційні події у Галичині 1848 року. Лист греко-католицьких священиків «Від імені руського народу» про національну єдність українців Галичини і Подніпров'я. Створення Головної руської ради, газети «Зоря Галицька». Придушення у Львові повстання під проводом Віктора Гетьмана. | |
| 71           | Гірські стежки в долину                       | Михайло Рубінштейн                                         | Аркадій Соколовський              | Анатолій Климов                                   | Закарпаття і Буковина у складі Австро-Угорщини. Революційний рух 1848 року. Повстання гуцулів під проводом Лук'яна Кобилиці. Роль інтелігенції у зближенні західних і східних українців. | |
| 72           | Шукання козацтва                              | Станіслав Шевченко                                         | Леонід Редькін                    | Леонід Полторак                                   | Козацькі нащадки волі. Могутній селянський рух «Київська козаччина», повстання у Канівському повіті, новий великий рух «У Таврію, за волею». | |
| 73           | Неповна воля                                  | Віктор Додока                                              | Віктор Додока                     | Дмитро Санников                                   | Скасування кріпосного права в Україні. Маніфест 1861 року. | |
| 74           | Міський бум                                   | Анатолій Аліфанов                                          | Анатолій Аліфанов                 | Олександр Аліфанов                                | Розвиток будівництва, транспорту, індустрії у містах України. Три промислові регіони: Правобережжя — цукроваріння, Лівобережжя — машинобудування, важка промисловість, Південь — гірнича справа, металургія, суднобудування. Розквіт торгівлі і банківської діяльності. | |
| 75           | Земля-годувальниця                            | Костянтин Крайній                                          | Костянтин Крайній                 | Вадим Крайнік                                     | Розвиток сільського господарства після 1861 року. Модернізація господарських економій, впровадження індустрії до аграрної справи, будівництво залізниці, вкладання капіталу в сільськогосподарські банки, торгівля з Європою. «Цукрова революція». Ханенки, Харитоненки, Браницькі, Терещенки. | |
| 76           | Шлях до океану                                | Сергій Полешко                                             | Сергій Полешко                    | Олексій Іллічевський                              | Кінець XIX століття. Зубожіння селян в Україні. Переселення українців в Сибір і на Далекий Схід. Утворення українських поселень «Зелений клин». | |
| 77           | Через океан                                   | Іван Халаїмї                                               | Іван Халаїм                       | Олександр Самофалов                               | 1870—1919 роки. Перша хвиля масової еміграції українців із Західної України за океан. Розвиток промисловості в Америці і Канаді. Адаптація переселенців, компактні українські поселення, англо-українські школи, українські товариства, освіта, преса. | |
| 78           | Шляхом промислового розвитку                  | Іван Халаїмї                                               | Іван Халаїм                       | Олександр Самофалов                               | Розвиток півдня України у 1861—1914 рр. Його значення для промисловості Російської імперії. Створення акціонерних товариств, будівництво залізниць, копалень, заводів, портів. Відкриття Миколаївського адміралтейства. | |
| 79           | Після Валуєвського указу                      | Сергій Полешко                                             | Сергій Полешко                    | Олексій Іллічевський                              | Валуєвський і Ємський укази. Українофільство. Діяльність Драгоманова. | |
| 80           | Нові власники                                 | Ганна Юнда                                                 | Ганна Юнда                        | Олег Зорін                                        | Розквіт капіталістичних відносин в Україні. Промислова діяльність і благодійництво родин Терещинків, Семеренків, Бродських, Дещинських, Крякових. | |
| 81           | П'ятий рік: пробудження                       | Олександр Денисенко                                        | Олександр Денисенко               | Сергій Рябець                                     | Початок політичної активності українського народу. Микола Міхновський — засновник революційної української партії. Зародження українського націоналізму на зорі XX століття. | |
| 82           | Між двома імперіями                           | Анатолій Тимченко                                          | Анатолій Тимченко                 | Володимир Беспальчий                              | Доля українців в Росії і Австро-Угорщині. Формування національної ідеї Антоновичем, Кониським, Драгомановим. Створення Революційної Української партії. Галичина — автономна провінція Австро-Угорщини. Перша українська школа і гімназія. Наукове товариство ім. Т. Г. Шевченка. Заснування Української Радикальної партії. Депутати Галицького сейму та Австрійського парламенту Франко і Павлик. | |
| 83           | Повіяв вітер січовий                          | Олександр Денисенко                                        | Олександр Денисенко               | Сергій Рябець                                     | Історія виникнення українських січових стрільців. Організація руху «Пласт», «Сокіл». Формування дівочої роти. Вхід російських військ у Карпати. | |
| 84           | І почалась революція                          | Олександр Денисенко                                        | Олександр Денисенко               | Сергій Рябець                                     | Український політичний рух в період I світової війни. Примусова русифікація. Арешт і висилка митрополита Андрія Шептицького. Товариство українських поступовців: Дорошенко, Єфремов, Ліпинський, Міхновський, Грушевський, Стебницький, Лизогуб, Петлюра. | |
| 85           | Пролог                                        | Андрій Ящишин                                              | Олена Єршова                      | Дмитро Чечотка                                    | 300-річчя дому Романових. Роль і місце малоруського краю в економіці російської імперії до I світової війни. Лютнева революція, падіння Російської імперії. Активізація боротьби за державну незалежність України. | |
| 86           | Михайло Грушевський                           | Андрій Ящишин                                              | Олена Єршова                      | Микола Шевчук, Дмитро Чечотка, Світлана Нові      | Біографічний нарис про першого Президента Української держави. | |
| 87           | Розбудова держави                             | Євген Шаботенко                                            | Валентин Марченко                 | Микола Шевчук, Володимир Ткаченко, Дмитро Чечотка | Події 1917 року в Україні. Обрання Центральної Ради. Універсали. Початок протистояння з більшовицькою Росією. | |
| 88           | Ультиматум                                    | Євген Шаботенко                                            | Валентин Марченко                 | Микола Шевчук, Дмитро Чечотка                     | Один з найдраматичніших епізодів в історії України. Ультиматум Ради Народних комісарів Росії Центральній Раді. Більшовицька агресія проти України. | |
| 89           | Трикутник смерті                              | Євген Шаботенко                                            | Орест Драгаєв-Бойчук              | Дмитро Чечотка                                    | Боротьба українського народу за свою незалежність з осені 1918 року до середини 1919 року. Створення Директорії на чолі з Винниченком. Проголошення Української Народної Республіки. Об'єднання усіх українських земель в єдину державу — Україну. Листи Короленка до Луначарського про звірства більшовицького ЧК на Полтавщині. | |
| 90           | Берестейський мир                             | Валентин Марченко                                          | Валентин Марченко                 | Дмитро Чечотка                                    | Сепаратні переговори Української Народної Республіки з урядами Австро-Угорщини та Німеччини. Брестський Договір про державний суверенітет України. Четвертий Універсал. «Мирна окупація» України австрійськими і німецькими військами. | |
| 91           | Лист без конверта                             | Сергій Марченко                                            | Сергій Марченко                   | Віктор Дембський                                  | Палке звернення через газету «Нова Рада» академіка і віце-прем'єра першого Українського уряду Сергія Єфремова до Юрія Коцюбинського з приводу його участі у кривавій боротьбі проти України у січні 1918 року. Загибель студентів Київського університету, які виступили на захист Української Народної Республіки під Крутами. | |
| 92           | Павло Скоропадський                           | Ольга Скрипник                                             | Наталія Богданенко                | Олексій Іллічевський                              | Життя і діяльність останнього гетьмана України Павла Петровича Скоропадського. Проголошення у квітні 1918 року гетьманської України та її соціально-економічна і міжнародна політика. Створення Української Академії Наук. Криза та падіння гетьманської влади. | |
| 93           | Симон Петлюра                                 | Євген Шаботенко                                            | Орест Драгаєв-Бойчук              | Дмитро Чечотка                                    | Життєвий шлях, соціальна позиція одного з найвидатніших діячів визвольної боротьби українського народу Симона Петлюри, журналіста, генерального секретаря військових справ у Центральній Раді, голови Директорії, головного отамана Українського війська, вбитого в еміграції в Парижі. | Композитор і виконавець пісень Ігор Жук |
| 94-95        | Отаманія                                      | Олександр Мельник                                          | Олександр Мельник                 | Віктор Дембський                                  | Події в Україні 1918-21рр. Утворення раднаргоспів і комун. Введення продрозверстки. Криза та голод. Селянські збройні повстання під орудою Антонова, Григор'єва, Зеленого, Нестора Махна. | Композитор і виконавець пісень Ігор Жук |
| 96           | Більшовики перемагають                        | Євген Шаботенко                                            | Наталія Богданенко                | Борис Гейфман                                     | Похід Української Діючої і Української Галицької армій на Київ. Боротьба з арміями Денікіна, поляків і більшовиків. Ризький договір 1921 року, поділ України. Трагічний фінал української визвольної боротьби. | |
| 97           | Воля відходить з боями                        | Віталій Сегеда                                             | Віталій Сегеда                    | Євген Цесенштейн                                  | Кронштадтське повстання. Каральні експедиції Тухачевського. Поразка армії Юрія Тютюнника. Голодомор 1921-22рр. в Україні. НЕП. Утворення СРСР та входження до його складу Української РСР. Тимчасова українізація. | |
| 98           | Великий злам                                  | Сергій Лисенко                                             | Сергій Лисенко                    | Олег Модзелевський                                | Перша п'ятирічка 1928-33рр. Касіор на чолі тотальної колективізації в Україні. Двадцятип'ятитисячники. Розкуркулення. Голодомор 1933 року. | |
| 99           | Замордовані покоління                         | Геннадій Ахмадєєв                                          | Геннадій Ахмадєєв                 | Микола Каратюк                                    | Сталінські репресії 1920-30рр. Диктатура пролетаріату. Скасування НЕПу. Колективізація, індустріалізація. Пошук винних у провалі побудови соціалізму. Показові судові процеси. Знищення українського відродження. | |
| 100, 101     | Бранці центральної Європи                     | Едуард Головня                                             | Едуард Головня                    | Олександр Карасьов                                | Падіння Австро-Угорської імперії. 1918 рік — проголошення Західноукраїнської Народної республіки (ЗУНР). Перший уряд, перша Конституція. Об'єднання УНР і ЗУНР за Ризьким договором з Радянською Росією. Перехід до Польщі Холмщини, Підляшшя, Західної Волині і Полісся. Захоплення Буковини Румунією. Добровільне об'єднання Закарпаття з Чехословаччиною. 1938 рік — утворення Автономної української держави. Окупація Угорщиною. Боротьба політичних партій Західної України за відновлення державності. | |
| 102          | Під олівцями кривавих диктаторів              | Леонід Осовський                                           | Леонід Осовський                  | Леонід Бернацький                                 | Договір Молотова — Ріббентропа між СРСР та Німеччиною. 1939 рік — початок Другої світової війни. Проведення «українізації» та репресій Радянською владою у Галичині. Розкол в організації українських націоналістів. | |
| 103          | Між сталевими жорнами                         | Леонід Осовський                                           | Леонід Осовський                  | Леонід Бернацький                                 | 1941-45рр. Вторгнення фашистської Німеччини і окупація України. Спроби Бандери і Мельника налагодити контакт з «новим порядком». Рух опору окупантам. Розстріл О.Теліги у Бабиному яру. Українська Повстанська Армія. Тарас Бульба-Боровець, Роман Шухевич. Радянські партизанські групи під керівництвом Сидора Ковпака. Дивізія СС «Галичина». Боротьба УПА з більшовиками. | |
| 104          | Повоєнна Україна                              | Лариса Кульчицька                                          | Євген Мокроусов                   | Олександр Самофалов                               | 1945—1955 роки. Відбудова народного господарства. Кримська конференція союзників. Договір між СРСР і Чехословаччиною про приєднання Закарпаття до України. Боротьба загонів ОУН-УПА за незалежність Української держави. Організація Об'єднаних націй. Колективізація в Західній Україні. Масові репресії і висилка українців до ГУЛАГу. Голод 1947 року. Смерть Сталіна, боротьба за владу між його послідовниками. Приєднання Кримської області до України.                                                 | |
| 105          | Від «Хрущовської відлиги» до «Празької весни» | Лариса Кульчицька                                          | Євген Мокроусов                   | Олександр Самофалов                               | Україна 1955—1968 років. XX з'їзд КПРС. Реформи М. С. Хрущова: пом'якшення політичного клімату, звільнення політв'язнів, ліквідація концтаборів. Перші дисиденти і шестидесятники в Україні: Л.Лук'яненко, І.Драч, Л.Костенко, В. Симоненко та інші. Усунення Хрущова від влади. Повернення до сталінських методів керівництва. 1968 рік — окупація Чехословаччини. | |
| 106, 107     | Від дисидентства до незалежності              | Ізяслав Стависький                                         | Сергій Сніжний                    | Вільям Бровченко                                  | Шлях України від 60-х років до проголошення у 1991 році Акту про незалежність. Розправа з дисидентами. Рух шестидесятників В. Симоненка, Л. Костенко, М.Вінграновського, Є. Гуцала, І. Дзюби, І. Світличного, Є. Сверстнюка, В. Стуса, І. Калинця, В. Мороза, В. Чорновола, Л. Лук'яненка. 1986 рік — Чорнобильська катастрофа. Мітинги протесту. Розпад Радянського Союзу. Акт про незалежність. | |
| 108          | Повернута самостійність                       | Анатолій Карась                                            | Віталій Сегеда                    | Євген Цесенштейн                                  | 1991-93 роки. Всенародний референдум за незалежність України. Вибори Президента. Присяга Леоніда Кравчука народу України. Урочиста передача Миколою Плав'юком президентських повноважень і документів Державного Центру УНР першому президенту незалежної України. | |